# THIS IS ME 〜絢香 10th anniversary BEST〜
『THIS IS ME 〜絢香 10th anniversary BEST〜』(ディス・イズ・ミー 〜あやか・テンス・アニバーサリー・ベスト〜)は、絢香の3枚目のベスト・アルバム。2016年7月13日にA stAtionから発売された。

## 解説
ベスト・アルバムとしては2012年リリースの『ayaka's BEST -Ballad Collection-』以来約4年ぶりとなり、自身初のオールタイム・ベスト・アルバムとなり、デビュー10周年を記念して発売される形となった。
3CD+DVD+USBメモリー、3CD+DVD、3CDのみの三形態で発売され、ジャケットがそれぞれ異なる。
絢香はデビュー10周年を迎えたことに関して「デビュー前から歌うことが大好きで、歌手としてデビューできたこともそうでしたが、かれこれ10年もの間、歌い続けてこられた事には感謝の気持ちしかないですね。10年の間に自分の歌が皆さんに届いて行った喜びやライブに足を運んでくれたファンの皆さんと共有できた時間は何よりも掛け替えの無いものになりましたね。ただ、喜びだけじゃなく、悩みや後悔と言った気持ちを味わったりもしました。けど、それらを全部引っくるめて今の私があるんだ、と今はそう思うんですよね。」と語っており、タイトルにある『THIS IS ME』には10年の間に経験した喜びと葛藤等の様々な想いを込めてこのタイトルをつけたのだと言う。
また、これまでのアルバムとは違った方向性で聴いて貰えたらと言う意向で3枚のディスクにそれぞれ『SUN』『MOON』『WIND』と題名がつけられた上で分けて収録され、『SUN』には太陽が出ている朝や昼に聴く曲、『MOON』には夜の時間にゆっくりと聴ける曲、『WIND』には新しい風が吹くと言う意味合いを込めてコラボレーション楽曲とニューアレンジを施した楽曲を収録したのだと言う。
加えて本作はデビューから10年の間に発表した楽曲を届けることに加え、これからの絢香自身を感じて貰えるようなアルバムに仕上げたかったのだと言い、1stシングル『I believe』と4thシングル『三日月』を新たにアレンジ、レコーディングし直した2016年バージョンと、新曲として「THIS IS ME」と「Ambition」を収録したと言う。

## 楽曲解説
THIS IS ME
本作の表題曲にもなっている楽曲であり、「I believe」のアンサーソングに相当する楽曲となっている。
本作はデビューから丸10年となる2月1日を迎えた後に制作されたのだと言い、その日に行っていたライブの最後に「I believe」を披露した際、10周年を迎えた実感と同時にデビュー当時の自分を思い返していたとの事で、「I believe」の歌詞にもある"I believe myself"と言う言葉から全てが始まり、デビューと言う夢に向かう途中で感じた不安と共にあった自分を表している言葉であったのだと言う。
新たな挑戦をすることにより、デビューから今まで築き上げてきた環境が崩れ去ってしまわないかと言う恐れをはね除けて掴みに掛かった事で見える世界の素晴らしさがある事や見えるものがある事、知り得た事があると言う想いに加え、自分自身を自由に解き放ち、次の10年に向かっていくと言う決意の想いを込めた楽曲であると言う。

## 収録曲

### Disc.1 SUN (CD)
| 全作詞: 絢香（特記以外）。 |                                                       |                  |                     |                  |      |
| #                          | タイトル                                              | 作詞             | 作曲                | 編曲             | 時間 |
| 1.                         | 「I believe」                                         | 絢香（特記以外） | 絢香・西尾芳彦      | L.O.E            | 4:57 |
| 2.                         | 「Real voice」                                        | 絢香（特記以外） | 西尾芳彦            | L.O.E            | 3:59 |
| 3.                         | 「CLAP & LOVE」                                       | 絢香（特記以外） | 絢香・西尾芳彦      | 松浦晃久         | 3:22 |
| 4.                         | 「夢を味方に」                                        | 絢香（特記以外） | 絢香・蔦谷好位置    | 塩谷哲           | 4:13 |
| 5.                         | 「みんな空の下」                                      | 絢香（特記以外） | 絢香                | 松浦晃久         | 4:56 |
| 6.                         | 「Hello」                                             | 絢香（特記以外） | 絢香・松浦晃久      | 松浦晃久         | 5:36 |
| 7.                         | 「やさしい蒼」                                        | 絢香（特記以外） | 絢香                | 鶴谷崇・土屋玲子 | 5:01 |
| 8.                         | 「ちいさな足跡」                                      | 絢香（特記以外） | 絢香                | 松浦晃久         | 4:09 |
| 9.                         | 「beautiful」                                         | 絢香（特記以外） | 絢香                | 松浦晃久         | 5:09 |
| 10.                        | 「ありがとうの輪」                                    | 絢香（特記以外） | 絢香                | 松浦晃久         | 5:11 |
| 11.                        | 「number one」                                        | 絢香（特記以外） | 絢香                | 河野圭           | 4:32 |
| 12.                        | 「Have fun!!」                                        | 絢香（特記以外） | 絢香                | 河野圭           | 4:02 |
| 13.                        | 「ずっとたいせつなキモチ」(作詞: 絢香・Tom Collekiyo) | 絢香（特記以外） | 絢香・Tom Collekiyo | 鶴谷崇・土屋玲子 | 5:05 |
| 14.                        | 「にじいろ」                                          | 絢香（特記以外） | 絢香                | 河野圭           | 3:47 |
| 15.                        | 「THIS IS ME」(作詞: Tom Collekiyo)                   | 絢香（特記以外） | 絢香                | 河野圭           | 5:05 |
| 合計時間:                  | 合計時間:                                             | 合計時間:        | 合計時間:           | 69:04            |      |

### Disc.2 MOON (CD)
| 全作詞: 絢香（特記以外）。 |                                   |                  |                |            |      |
| #                          | タイトル                          | 作詞             | 作曲           | 編曲       | 時間 |
| 1.                         | 「三日月」                        | 絢香（特記以外） | 西尾芳彦・絢香 | L.O.E      | 4:38 |
| 2.                         | 「melody」                        | 絢香（特記以外） | 西尾芳彦       | L.O.E      | 3:32 |
| 3.                         | 「ブルーデイズ」                  | 絢香（特記以外） | 西尾芳彦       | L.O.E      | 4:55 |
| 4.                         | 「Jewelry day」                   | 絢香（特記以外） | 西尾芳彦       | L.O.E      | 5:21 |
| 5.                         | 「Why」                           | 絢香（特記以外） | 西尾芳彦       | L.O.E      | 4:27 |
| 6.                         | 「手をつなごう」                  | 絢香（特記以外） | 西尾芳彦・絢香 | L.O.E      | 4:49 |
| 7.                         | 「おかえり」                      | 絢香（特記以外） | 西尾芳彦・絢香 | 松浦晃久   | 4:45 |
| 8.                         | 「恋焦がれて見た夢」              | 絢香（特記以外） | 絢香           | 常田真太郎 | 6:05 |
| 9.                         | 「The beginning」                 | 絢香（特記以外） | 絢香           | 塩谷哲     | 5:49 |
| 10.                        | 「空よお願い」                    | 絢香（特記以外） | 絢香・松浦晃久 | 松浦晃久   | 3:46 |
| 11.                        | 「はじまりのとき」                | 絢香（特記以外） | 絢香           | 松浦晃久   | 4:13 |
| 12.                        | 「ツヨク想う」                    | 絢香（特記以外） | 絢香           | 河野圭     | 4:56 |
| 13.                        | 「幻想曲」                        | 絢香（特記以外） | 絢香           | 河野圭     | 4:58 |
| 14.                        | 「A Song For You」                | 絢香（特記以外） | 絢香           | 河野圭     | 4:05 |
| 15.                        | 「Ambition」(作詞: Tom Collekiyo) | 絢香（特記以外） | 絢香           | 河野圭     | 4:32 |
| 合計時間:                  | 合計時間:                         | 合計時間:        | 合計時間:      | 70:51      |      |

### Disc.3 WIND (CD)
| 全作詞: 絢香（特記以外）。 |                                                     |                  |                            |                            |      |
| #                          | タイトル                                            | 作詞             | 作曲                       | 編曲                       | 時間 |
| 1.                         | 「WINDING ROAD」(作詞: 小渕健太郎・黒田俊介・絢香)  | 絢香（特記以外） | 小渕健太郎・黒田俊介・絢香 | 小渕健太郎・黒田俊介・絢香 | 4:57 |
| 2.                         | 「あなたと」(作詞: 小渕健太郎・黒田俊介・絢香)      | 絢香（特記以外） | 小渕健太郎・黒田俊介・絢香 | 小渕健太郎・黒田俊介・絢香 | 5:28 |
| 3.                         | 「アカイソラ」(iTunes Session)                      | 絢香（特記以外） | 絢香                       | 松浦晃久                   | 5:24 |
| 4.                         | 「THIS IS THE TIME」(iTunes Session)                | 絢香（特記以外） | 絢香                       | Ayaka Band                 | 4:06 |
| 5.                         | 「Through the ages (English ver.)」(iTunes Session) | 絢香（特記以外） | 絢香                       | 塩谷哲                     | 5:50 |
| 6.                         | 「I believe 2016 ver.」                             | 絢香（特記以外） | 絢香・西尾芳彦             | 塩谷哲                     | 4:56 |
| 7.                         | 「三日月 2016 ver.」                                | 絢香（特記以外） | 西尾芳彦・絢香             | 塩谷哲                     | 4:43 |
| 合計時間:                  | 合計時間:                                           | 合計時間:        | 合計時間:                  | 35:24                      |      |

### Disc.4 (DVD)
| #  | タイトル | 作詞 | 作曲・編曲 |
| -- | --- | ---- | ---------- |
| 1. | 「みんな空の下」(MTV Unplugged ayaka)                                                                             |      |            |
| 2. | 「はじまりのとき」(LIVE TOUR 2012“The beginning” ～はじまりのとき～)                                              |      |            |
| 3. | 「ツヨク想う」(にじいろ Tour 3-STAR RAW二夜限りの Super Premium Live)                                             |      |            |
| 4. | 「三日月」(レインボーロード TOUR 2015-2016 “一夜限りの Memorial Stage” 秘密の裏メニュー発動!! ～道は続くよ～)     |      |            |
| 5. | 「おかえり」(レインボーロード TOUR 2015-2016 “一夜限りの Memorial Stage” 秘密の裏メニュー発動!! ～道は続くよ～)   |      |            |
| 6. | 「beautiful」(レインボーロード TOUR 2015-2016 “一夜限りの Memorial Stage” 秘密の裏メニュー発動!! ～道は続くよ～)  |      |            |
| 7. | 「にじいろ」(レインボーロード TOUR 2015-2016 “一夜限りの Memorial Stage” 秘密の裏メニュー発動!! ～道は続くよ～)   |      |            |
| 8. | 「夢を味方に」(レインボーロード TOUR 2015-2016 “一夜限りの Memorial Stage” 秘密の裏メニュー発動!! ～道は続くよ～) |      |            |
| 9. | 「I believe」(レインボーロード TOUR 2015-2016 “一夜限りの Memorial Stage” 秘密の裏メニュー発動!! ～道は続くよ～)  |      |            |

### 楽曲解説

#### Disc.1 SUN (CD)
1. I believe
1stシングル
2. Real voice
3rdシングル
3. CLAP & LOVE
6thシングル
4. 夢を味方に
9thシングル
5. みんな空の下
10thシングル
6. Hello
3rdアルバム『The beginning』収録曲
7. やさしい蒼
3rdアルバム『The beginning』収録曲
8. ちいさな足跡
11thシングル
9. beautiful
11thシングル
10. ありがとうの輪
配信限定シングル
11. number one
12thシングル
12. Have fun!!
4thアルバム『レインボーロード』収録曲
13. ずっとたいせつなキモチ
4thアルバム『レインボーロード』収録曲
14. にじいろ
13thシングル
15. THIS IS ME
新曲であり、本作の表題曲

#### Disc.2 MOON (CD)
1. 三日月
4thシングル
2. melody
2ndシングル
3. ブルーデイズ
2ndシングルのカップリング
4. Jewelry day
5thシングル
5. Why
6thシングル
6. 手をつなごう
7thシングル
7. おかえり
8thシングル
8. 恋焦がれて見た夢
9thシングル
9. The beginning
3rdアルバム『The beginning』収録曲
10. 空よお願い
3rdアルバム『The beginning』収録曲
11. はじまりのとき
3rdアルバム『The beginning』収録曲
12. ツヨク想う
配信限定シングル
13. 幻想曲
13thシングルのカップリング
14. A Song For You
配信限定シングル
アルバム初収録
15. Ambition
新曲

#### Disc.3 WIND (CD)
1. WINDING ROAD
絢香×コブクロの1stシングル
2. あなたと
絢香×コブクロの2ndシングル
3. アカイソラ (iTunes Session)
3rdアルバム『The beginning』収録曲のリアレンジ及び、配信限定シングル『iTunes Session』収録曲
4. THIS IS THE TIME (iTunes Session)
3rdアルバム『The beginning』収録曲のリアレンジ及び、配信限定シングル『iTunes Session』収録曲
5. Through the ages (English ver.) [iTunes Session]
12thシングルのカップリングの英語バージョン及び、配信限定シングル『iTunes Session』収録曲
6. I believe 2016 ver.
1stシングルの新録音および、配信限定シングル
アルバム初収録
7. 三日月 2016 ver.
4thシングルの新録音